# Aleksander Aleksandrovič Ivanov (astronom)
Aleksander Aleksandrovič Ivanov (rusko Алекса́ндр Алекса́ндрович Ивано́в), ruski astronom, * 16. april (4. april, ruski koledar) 1867, Sankt Peterburg, Ruski imperij (sedaj Rusija), † 23. november 1939, Leningrad, Sovjetska zveza (sedaj Sankt Peterburg, Rusija).

## Življenje in delo
Ivanov je leta 1889 diplomiral na Univerzi v Sankt Peterburgu. Tu je ostal da bi postal profesor. Od leta 1890 je na Bredihinovo povabilo začel delati na Observatoriju Pulkovo kot opazovalec na velikem vertikalnem krogu. Med letoma 1901 in 1911 je služboval v Glavnem uradu za mere in uteži, med letoma 1908 in 1929 je bil profesor peterburške (leningrajske) univerze. Med letoma 1913 in 1919 je bil tudi predstojnik univerzitetnega observatorija, kjer je uredil redno izdajo njegovega znastvenega dela. V letih 1918 in 1919 je bil rektor Univerze v Sankt Peterburgu. Med letoma 1919 in 1930 je bil šesti predstojnik Observatorija Pulkovo, kjer je nasledil Belopolskega. Leta 1930 je postal namestnik predstojnika Vsezveznega znanstvenoraziskovalnega inštituta za metrologijo Mendelejeva.
Največ se je ukvarjal z nebesno mehaniko in praktično astronomijo. Po opazovalnem delu na vertikalnem krogu v Pulkovu je sestavil tri kataloge absolutnih deklinacij zvezd, raziskoval spreminjanje širine Pulkova. Preučeval je rezonantne primere gibanja asteroidov pod vplivom Jupitrovega gravitacijskega polja. Iz opazovanj med letoma 1872 in 1934 je preučeval gibanje asteroida 122 Gerda.
Podrobno je raziskoval precesijo neidealno okrogle Zemlje zaradi vpliva privlaka Lune in Sonca, določil velikost sploščenosti Zemlje, enako 1:297,2, kar je blizu sodobni vrednosti. Na osnovi analize meritev sile težnosti na mnogih točkah zemeljskega površja je pokazal na nesimetričnost severne in južne Zemljine poloble. Veliko je prispeval k izboljšanju sovjetske Časovne službe. Napisal je učbenike o splošni, sferni, praktični in teoretični astronomiji. Bil je med ustanovitelji Ruskega astronomskega društva in njegov predsednik med letoma 1906 in 1910 ter 1913.
Leta 1925 je postal dopisni član Sovjetske akademije znanosti.